# Верхнее Сосково
Верхнее Сосково — деревня в Курчатовском районе Курской области. Входит в Костельцевский сельсовет.

## География
Деревня находится в 35 км к северо-западу от Курска, в 13 км севернее районного центра — города Курчатов, в 11 км от центра сельсовета — села Костельцево.
Климат
Верхнее Сосково, как и весь район, расположено в поясе умеренно континентального климата с тёплым летом и относительно тёплой зимой (Dfb в классификации Кёппена).

## Население
| 2002 | 2010 |
| ---- | ---- |
| 25   | ↘12  |

## Инфраструктура
Личное подсобное хозяйство. В деревне 20 домов.

## Транспорт
Верхнее Сосково находится в 27 км от федеральной автодороги М2 «Крым», в 12 км от автодороги регионального значения 38К-017 (Курск — Льгов — Рыльск — граница с Украиной), в 2 км от автодороги межмуниципального значения 38Н-575 (Сейм — Мосолово — Нижнее Сосково), в 13,5 км от ближайшего ж/д остановочного пункта 433 км (линия Льгов I — Курск).